# مویه‌گر خاکستری
مویه‌گر خاکستری (نام علمی: Laniocera hypopyrra) یک گونه از پرندگان خانوادهٔ مرغان کدر است. اصطلاح سینروس رنگ آن را توصیف می‌کند. به‌طور سنتی در خانواده گوهرمرغان قرار می‌گرفته‌است، اما شواهد قویاً نشان می‌دهند که بهتر است در خانوادهٔ مرغان کدر، جایی که اکنون توسط SACC قرار داده می‌شود. در بولیوی، برزیل، کلمبیا، اکوادور، گویان فرانسه، گویان، پرو، سورینام و ونزوئلا یافت می‌شود. زیستگاه طبیعی آن جنگل‌های دشت نمناک نیمه‌گرمسیری یا گرمسیری است.